# Joseph Roth (író)
Moses Joseph Roth (Brodi, 1894. szeptember 2. – Párizs, 1939. május 27.) osztrák író, újságíró.

## Élete

### Származása
Joseph Roth a több mint 9000 zsidó lelket számláló, volt osztrák-galíciai (mai Ukrajna) Brody városkában született 1894. szeptember 2-án. Szülőházát az 1919/1920-as szovjet-ukrán háborúban lerombolták. Anyai dédnagyapja, Moische Jossif Gräber, kőfaragó volt Brodyban, tőle kapta Roth a vezetéknevét, teljes neve Moses Joseph Roth. Apja, Nachum Roth, 1892-ben anyagbeszerzőként állt egy gabonaexporttal foglalkozó hamburgi cégnél alkalmazásban. Cégje megbízásából árut raktározott Katowicében és egyik utazása alkalmából érte a hír, miszerint a raktárvezető elsikkasztotta az árut. Az ügy kivizsgálása végett 1893-ban Nachum nejével együtt először Katowicébe utazott, ahonnan egyedül folytatta útját Hamburgba. Az ott lefolyt tárgyalásokról nem maradt fent semmi írásos bizonylat, de annyi bizonyos, hogy Nachum Roth a visszaúton idegösszeroppanást kapott a vonaton, így beszállították egy elmegyógyintézetbe, ezt követően legközelebbi hozzátartozóinál, Rzeszówban helyezték el, akik viszont egy orosz-lengyel csodatévő rabbihoz vitték. Felesége hiába várta visszatértét, így hazaköltözött apja házába, ahol 1894. szeptember 2-án világra hozta fiát, Moses Joseph Rothot. Nachum Rothot továbbra is eltűntnek nyilvánították és csak egy pár évvel később sikerült Maria Roth egyik testvérének, részletes nyomozás után, rátalálnia. Joseph Roth így sosem találkozott Nachum Rothtal. Apja korai elvesztése és szülőhazájának, az Osztrák-Magyar Monarchiának megsemmisülése vezérfonalként jelentkezik életművében.

### Gyermek- és ifjúkora Brodyban
Anyja élete nem volt könnyű: özvegynek nem számított, mert még élt a férje, illetőleg nyomtalanul eltűnt. Elválni nem tudott tőle, mert ahhoz egy ún. válólevélre lett volna szüksége, amihez a férjnek beszámíthatónak kellett volna lennie. Ezen felül a galíciai ortodox zsidóknál a pszichés betegség az egész családra kiterjedő isteni átoknak számított, ami minden további párkapcsolatot súlyosan megnehezített. Ezért senkivel sem beszéltek az apa sorsáról, sőt, inkább hallgatólagosan elfogadták azt a szóbeszédet, hogy Nachum Roth öngyilkos lett. Joseph Roth édesanyja ezáltal visszahúzódva élt, élete végéig a háztartást vezette és a fia nevelésével foglalkozott. 
1901-től Joseph Roth a helyi zsidó Baron-Hirsch kereskedelmi általános iskolában, majd 1905-től 1913-ig a Rudolf trónörökös nevét viselő (K.K. Kronprinz-Rudolf-Gymnasium) német nyelvű gimnáziumban tanult, érettségi vizsgáját sub auspiciis Imperatoris kitüntetéssel végezte. 

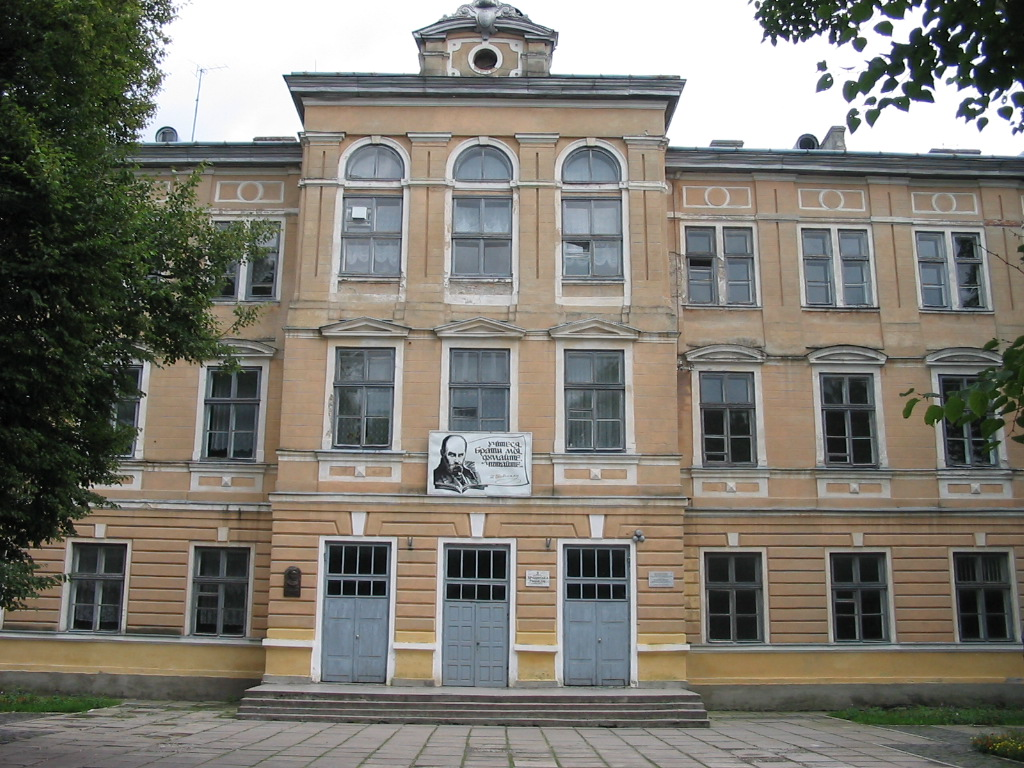
K.K. Kronprinz-Rudolf-Gymnasium, Brody

### Lembergi és bécsi tanulmányai
Innen az 1913/14-es tanévben a tartományi székhely, Lemberg egyetemére jelentkezett, ahol nagybátyjánál, Siegmund Grübelnél lakott, de a józan kereskedő és a szárnyát bontogató fiatal költő közötti viszony nem volt teljesen zavartalan. Emellett a városban is zavargások törtek ki, az egyetemen nézeteltérés keletkezett a lengyel és ruszin hallgatók között, de a zsidó lakosságon belül is vita tört ki a haszidizmus, haskalah és az egyre erősebbé váló cionizmus képviselői között és mivel a lembergi egyetemen lengyel nyelven folyt a tanítás, Roth viszont a németet tekintette alkotói nyelvének, így 1913 őszén áttelepült Bécsbe, ahol a Bécsi Egyetemen germanisztikát kezdett el tanulni. Itt édesanyjával és nagynénjével szegényes körülmények között élt: saját jövedelme nem volt, édesanyja csak csekély állami segélyben részesült és a Roth nagybátyja, Siegmund által küldött anyagi segítség is egyre inkább megritkult. Roth nagy figyelmet fordított tanulmányaira, igyekezett vizsgáit kitűnő eredménnyel letenni, így javult a család anyagi helyzete is: ösztöndíjban részesült, valamint a háború kitöréséig házitanítóként is dolgozott.

### I. világháború
Sorsdöntő esemény volt Roth számára az első világháború kitörése és az Osztrák–Magyar Monarchia felbomlása. Ellentétben a háború lelkes támogatóival, Roth már kezdetben a pacifizmus mellett foglalt állást, de a közhangulat megváltoztatta hozzáállását és 1916. május 31-én önkéntesként jelentkezett a hadseregbe. Tervei szerint egyéves kiképzése mellett folytatta volna tanulmányait. Viszont ugyanez év őszén elhunyt I. Ferenc József, ami Roth szemében a Habsburg Monarchia összeomlását és egyben saját hazájának megsemmisülését szimbolizálta. Több művében is felbukkan ez a motívum (Radetzky-induló, A kapucinus kripta). Rothot 1917-ben, mint az osztrák hadsereg katonáját, átmenetileg áthelyezték Galíciába, és itt, valószínűleg a háború befejezéséig, a hadi sajtónál szolgált, Lemberg tartományban. Roth állítólagos oroszországi hadifogsága nem bizonyítható, semminemű írásos dokumentum nem támasztja alá ezt a feltevést.

### Újságírói pályafutása Bécsben és Berlinben

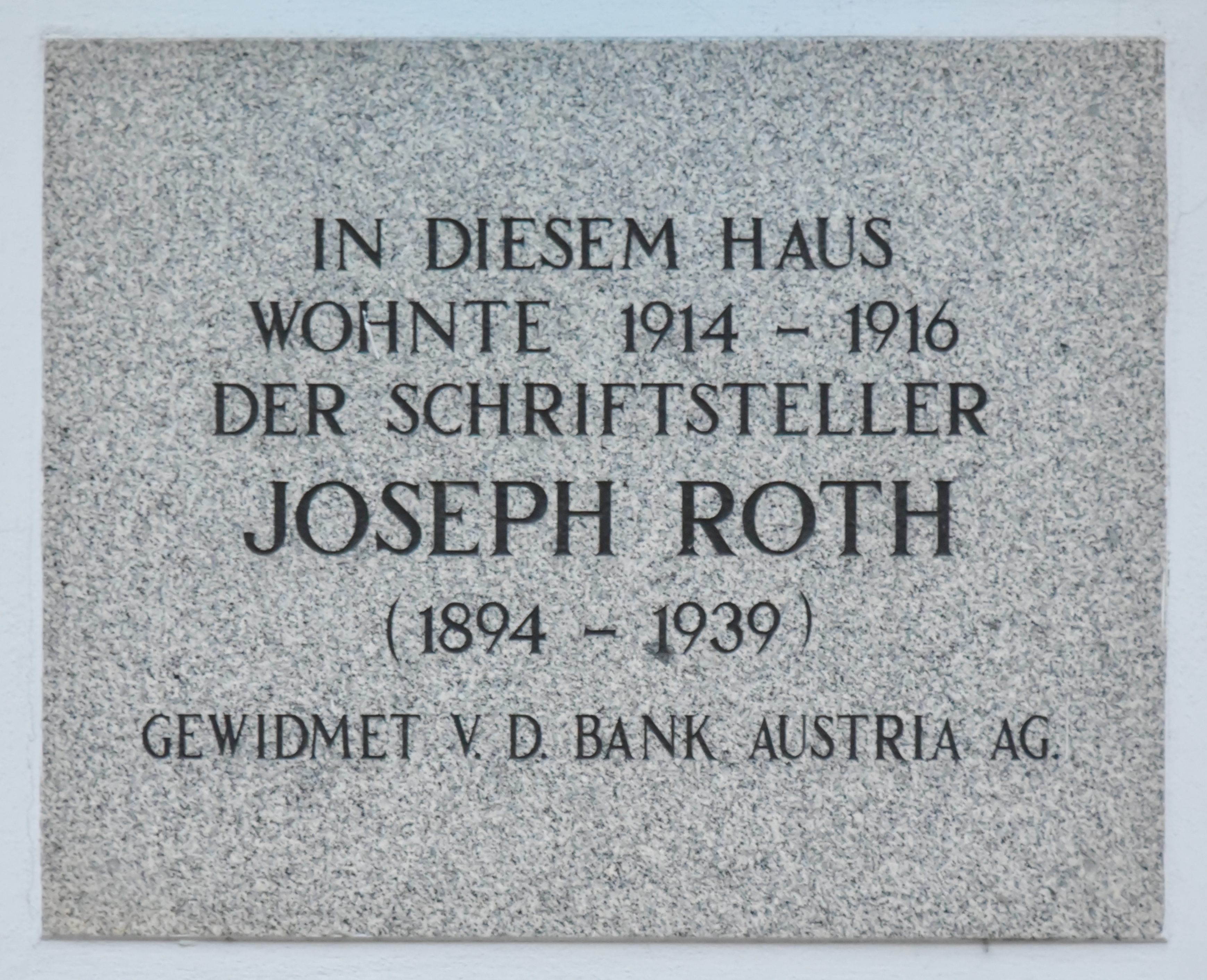
Joseph Roth emléktáblája Bécsben

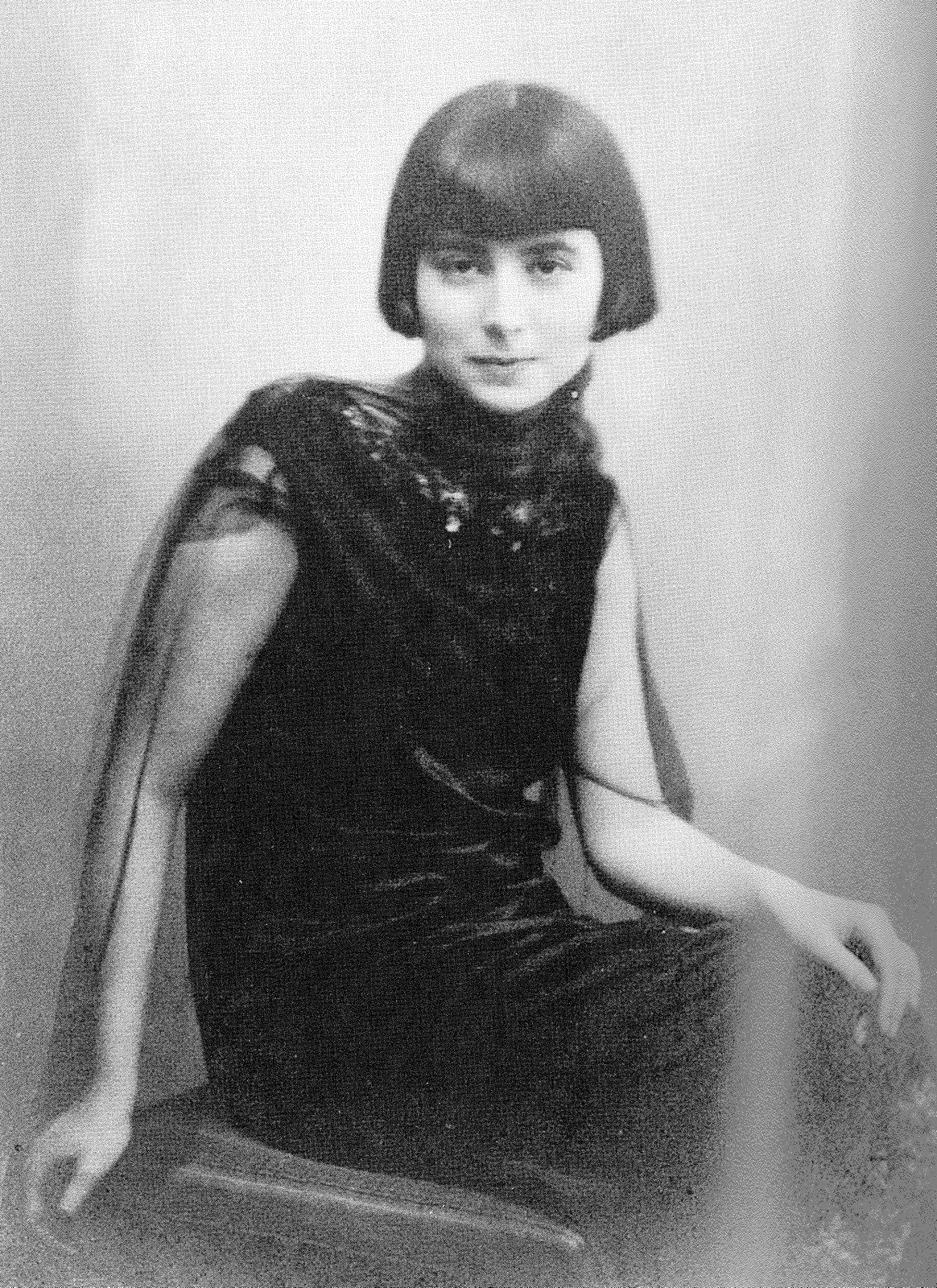
Friederike (Friedl) Roth, született Reichler, kb. 1920

A háború befejeztével, miután elbocsátották a háborús szolgálatból, visszatért Bécsbe, viszont tanulmányait nem folytatta tovább, mivel munkát kellett keresnie, hogy megélhetését biztosíthassa. Még katonai szolgálata idején alkalmanként különböző újságoknak (Der Abend, Der Friede) tudósításokat és tárcákat írt, az Österreichs Illustrierte Zeitung-ban versei és prózai írásai jelentek meg. 1919 áprilisában a Der Tag bécsi napilap szerkesztőjeként kapott állást. Újságíró kollégáival gyakran betért a Café Herrenhof-ba – itt ismerte meg későbbi feleségét, Friederike (Friedl) Reichlert. 1920. április végén a Der Tag beszüntette megjelenését, Roth állás nélkül maradt, így Berlinbe költözött. Hamarosan különböző újságoknál jelentek meg cikkei, 1921 januárjától már a Berliner Börsen-Courier-nél állt alkalmazásban, ahol 1922-ben politikai meggyőződése miatt felmondott. Ugyanebben az évben édesanyját Lembergben méhnyakrákkal megműtötték – itt látta fiát, röviddel halála előtt, utoljára. Roth 1923-tól a neves Frankfurter Zeitung-nál állt alkalmazásban tárcaíróként. Anyagi okokból különböző újságoknak kezdett el írni Bécsben, Berlinben és Budapesten is, miközben első művén A pókháló-n dolgozott, ami 1923-ban folytatásos regényként jelent meg a Bécsi Arbeiter-Zeitung-ban, de sajnos befejezetlen maradt. A Frankfurter Zeitung-gal való kapcsolata időközben megromlott, de mielőtt beadta volna a felmondását, felajánlottak neki egy tudósítói állást Párizsban. Roth 1925-ben Párizsba költözött, majd 1926-tól, újságja megbízásából, külföldi riportútra indult, melynek során bejárta a Szovjetuniót, Albániát, Jugoszláviát, a Saar-vidéket, Lengyelországot és Olaszországot, de 1929-ben végleg megszüntette munkásságát az újságnál.

### Házassága
1922. március 5-én feleségül vette a 22 éves Friederike (Friedl) Reichlert. Friederike egy bécsi zöldség- és gyümölcskereskedés központjában dolgozott és ugyanúgy galíciai-zsidó származású volt, mint Roth. 1926-ban Friederike lebetegedett, majd 1928-ban véglegesen beszállították egy berlini elmegyógyintézetbe. Feleségének állapota mély válságba döntötte Rothot, amit alkoholba próbált fojtani, minek következtében anyagi helyzete is szintén erősen megromlott. Friederikét 1930-tól különböző ausztriai szanatóriumokban kezelték, majd 1940-ben beszállították a hartheimi nemzetiszocialista kivégzőintézetbe, ahol 1940. július 15-én gázkamrában kivégezték.

### Szerelmi viszonyai

#### Andrea Manga Bell
1929-ben megismerkedett a kubai zongorista, José Manuel Jiménez Berroa és a hamburgi Emma Mina Filter lányával, a volt német gyarmat, Kamerun fejedelmének, Alexander Douala-Bellnek feleségével. A fejedelem elhagyta nejét és visszatért Kamerunba, így Andrea Manga Bell kénytelen volt újságíróként alkalmazásba állni és két gyermekét így eltartani. Roth csodálattal adózott az öntudatos nőnek, udvarolt neki, majd hamarosan össze is költöztek. Amikor Roth emigrálni kényszerült, Andrea követte őt gyermekeivel együtt. Anyagi okok miatt idővel megromlott a kapcsolatuk, de válásuk legfőbb okát valószínűleg Roth beteges féltékenysége és alkoholfüggősége szolgáltatta.

#### Irmgard Keun
1936 júliusában Roth meglátogatta Oostende-ben Stefan Zweiget, ahol megismerkedett az emigrációban élő írónővel, Irmgard Keunnal. 1936 és 1938 között Párizsban éltek együtt, Keun elkísérte Rothot utazásaira, de Roth beteges féltékenysége következtében ez a kapcsolat is felbomlott.

### Emigráció
1933. január 30-án, Adolf Hitler kancellárrá választásának napján, Roth elhagyta Németországot, könyveit elégették a nemzeti szocialisták. Az író Párizsba menekült, de több hónapot tartózkodott Hollandiában, Ausztriában és Lengyelországban is. A többi emigráns íróval ellentétben Rothnak sikerült a háború alatt nemcsak produktívnak maradnia, hanem publikálnia is. Művei több holland és belga exil-folyóiratnál is megjelentek, többek között a Das neue Tage-Buch-nál.

### Utolsó évei
Egészségi állapota a harmincas évek elején megroppant, pénzkérő, előlegekért könyörgő levelei megszaporodtak, érezte a közelgő véget. De az alkoholról képtelen volt lemondani – csupán átnyergelt a töményekről a gyengébb italokra. Utolsó éveiben Roth anyagi helyzete és egészségi állapota olyannyira megromlott, hogy 1939-ben beszállították a Hôpital Necker szegénykórházba, miután törzskávéházában, a Café Tournon-ban összeomlott. Május 27-én, nem utolsó sorban az átmenet nélküli alkoholmegvonás hatására, kétoldali tüdőgyulladás következtében elhunyt.
1939. május 30-án a Párizshoz tartozó Le cimetière parisien de Thiais temetőben temették el. Sírja a temető katolikus részlegén található, sírfelirata: écrivain autrichien – mort à Paris en exil (Osztrák író – Párizsban halt meg, száműzetésben). Temetése szinte tragikomédia volt: a kommunisták, Egon Erwin Kisch vezetésével hangosan tiltakoztak, amikor meglátták a Habsburg Ottó képviseletében Trautmannsdorf gróf által hozott koszorút: „A Monarchia hű harcosának” felirattal; a keleti zsidók megtagadták, hogy elmondják a Kádist, hallván a Roth búcsúztatására tartott katolikus misét. Ez az örök vándor még a sírban is otthontalan maradt.

## Írói munkássága és életrajzi hivatkozások

### Besorolás
Roth írói munkássága nem sorolható be egyértelműen egy bizonyos irányzat vagy csoport körébe, de ha mégis, akkor leginkább a neoobjektivizmusba, avagy új tárgyiasságba, ami korai regényeit illeti. Kortársai között Roth elsősorban mint újságíró volt ismert, ezirányú munkái életművének felét teszik ki. Az expresszionizmus úgynevezett nyelvi játékaiban (Sprachexperimente) nem vett részt, mert az újságírói mesterség pozícióját képviselte és a nyelvi eszközök használatában mindvégig konzervatív maradt.

### Valóság és ámítás
Az igazság és igazságosság – mint isteni tulajdonságok – központi fogalmai a zsidó kultúrának. Roth ezeket az értékeket bár magáéinak vallotta, mégis gyakran tódított és ködösített. Példaképpen leírta, hogy milyen kemény volt sorsa a hadifogságban, viszont Egon Erwin Kisch vizsgálata következtében kiderült, hogy Roth sohasem volt hadifogságban, hanem úgymond összeolvadt egyik regényhősével, Franz Tundával (Die Flucht ohne Ende). Roth szerint „nem az igazság a fontos, hanem a belső valóság”.
További elferdített tények:
- Roth nem magyarországi sváb területen, hanem a galíciai Brodyban született.
- Különböző, az apjáról terjengő legendák.
- Roth nem osztrák tiszt, hanem egyéves kiképzésen résztvevő önkéntes volt. A háború végeztével „átváltozott” először zászlóssá, majd hadnaggyá. Az idő haladtával beszédjét és ruházatát teljesen egy monarchiabeli katonatiszthez alakította; környezetét, sőt még a volt vérbeli katonatiszteket is teljesen meg tudta győzni ezzel a fellépéssel.
- Nem volt katolikus. Temetésénél sem sikerült arra bizonyítékot találni, hogy valaha áttért volna. Felváltva katolikusnak és zsidónak vallotta magát.

Roth írói fantáziája barátaira, ismerőseire és életrajzíróira gyakran irritáló hatással volt, viszont nem ismert egyetlen olyan eset sem, amelyben Roth túlzott képzeletének következtében személyes előnyre tett volna szert. Sokkal inkább elmondhatni, hogy saját lehetőségein is túlmenően, mindig nagylelkűen és önzetlenül segítségére sietett a bajba jutottaknak.

### „Roter (Vörös) Joseph” és az osztrák legitimista
Roth mindvégig makacsul monarchista emigráns maradt, és képtelen volt elfogadni, hogy hazájának, az Osztrák-Magyar Monarchiának egyszer s mindenkorra befellegzett. Későbbi írói munkáiban változást tapasztalhatunk, az idő múlásával egyre inkább eszményítette a Habsburg Monarchiát. Bár észlelte a már nem létező császárság hibáit és mulasztásait, egyidejűleg mégis romantikusan szépnek festette meg Ausztria képzelt jövőjét. Korai cikkei egy részét ugyanis társadalomkritikus hangon írta és igyekezett pontos megfigyelőként mindent feljegyezni. Néhány újságcikke „Der rote Joseph” álnév alatt jelent meg. Roth, bár tagja volt a Gruppe 1925-nek, egy baloldali írókból álló csoportnak, egyetértett határozataikkal és figyelemmel kísérte munkájukat, de gyűléseiken soha nem vett részt. Majd 1926-os szovjetunióbeli útja végleg kiábrándította, és misztikus hontalanná tette.
Miután a nemzetiszocializmus diktatúrája kikristályosodott és valósággá vált, Roth egyedül a Monarchiát és a katolikus egyházat látta elég erősnek ahhoz, hogy a „barna pestist” megállíthassa. Roth megerősítette önstilizálását mint katolikus osztrák katonai tiszt és cikkeivel, valamint politikai magatartásával támogatta a monarchiahű erők munkáját. 1938. február 24-én például Bécsbe utazott azzal a céllal, hogy az osztrák kancellárt, Kurt Schuschniggot rábeszélje, mondjon le Habsburg Ottó javára. Rothnak nem sikerült találkoznia Schuschniggal, viszont a bécsi rendőrfőnök, Michael Skubl azt ajánlotta neki, hogy térjen vissza mihamarabb Párizsba.

### Hazája, annak elvesztése és zsidóság
Josehp Roth 1930-as éveiből származó műveinek középpontjában Ausztria bukása hazája és apja elvesztésének hasonlataként jelenik meg: Radetzky-induló, A kapucinus kripta, Die Büste des Kaisers. Életének utolsó éveiben honvágyát enyhítette a zsidó és katolikus kultúra által nyújtott biztonság.

## Értékelés

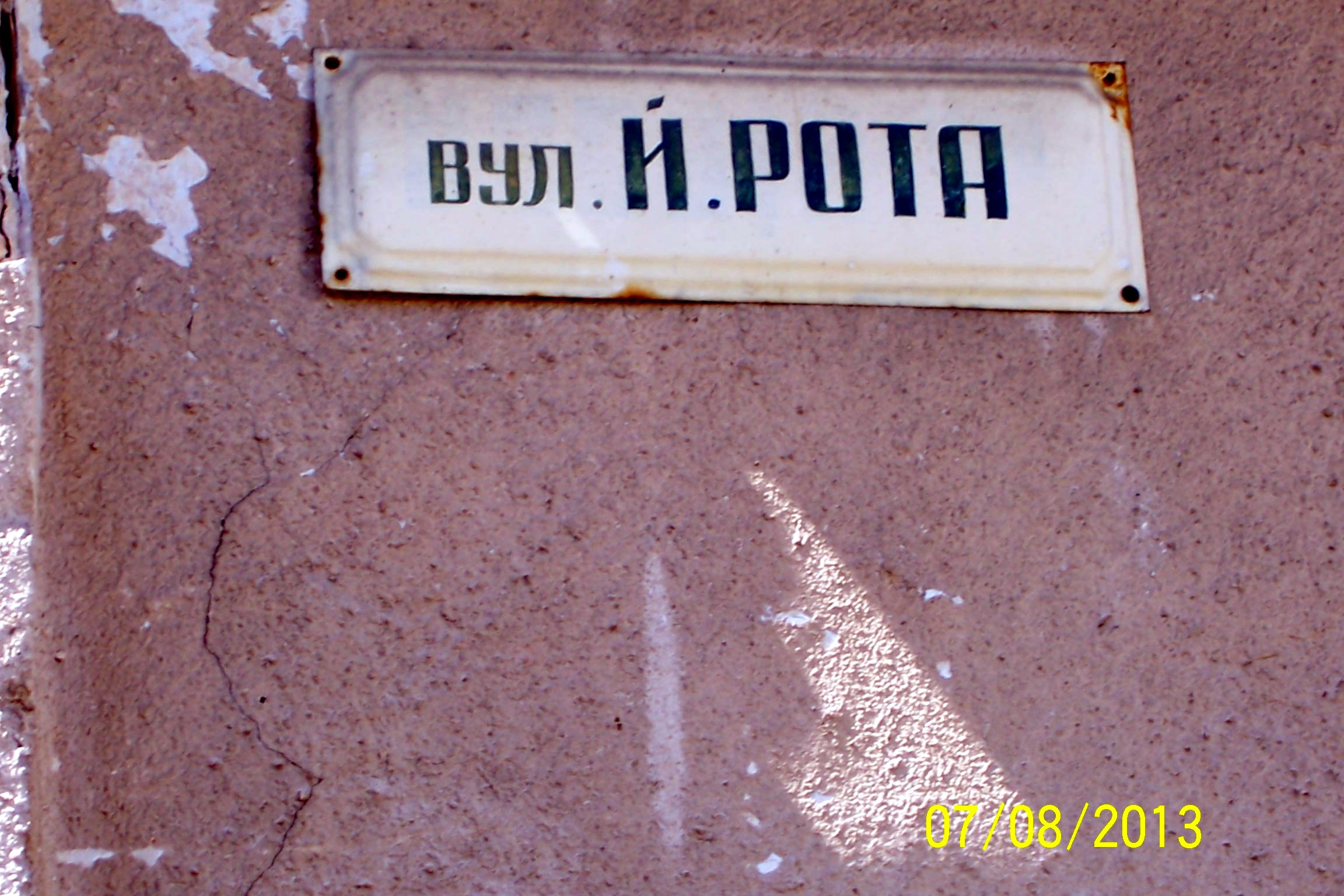
Joseph Roth utca, Brody

Személyiségjegyei ellentmondásosak: Roth szegény volt, mégis pazarló, aszkétikus, mégis idült korhely, könnyelmű és romlott, komolytalan és szeszélyes, mégis józan és éleslátó, megvesztegethetetlen és kérlelhetetlen. Az 1989-es stuttgarti nemzetközi szimpóziumon Marcel Reich-Ranicki, aki nagyra értékelte Joseph Roth regényírói munkásságát, így jellemezte: „Szélhámos volt és ráadásul csaknem poéta, strici és szinte próféta. Rendkívüli >>szenvedni-képesség<< párosult benne roppant élvhajhászsággal, ahasvéri vonások elegyedtek egy kákániai balek habitusával, a keleti zsidó szkepszise keveredett egy keresztény alázatával, a művész szigora egy osztrák korhely bájával, az értelmiségi kétkedése egy gyermek gyanútlanságával”. Különösen kiemelte az író ellenszenvét a monumentális dolgok iránt és dicsérte nyugodt, érett, tökéletes formai nyelvezetét.
Roth szülővárosában, Brodyban egy kisméretű, ukrán és német nyelvű emléktábla utal a város szülöttére, valamint egy utcát is elneveztek róla. 2001-ben Bécsben szintén róla neveztek el Leopoldstadtban (2. kerület) egy utcát. Berlini tartózkodására emlékezve, a Potsdamer Straße-n található vendéglőben, meglátogatható egy, az író leveleivel, képeivel és könyveivel berendezett szoba.

## Művei

### Németül
betűrendi sorrendben
- April. Die Geschichte einer Liebe. Berlin: J. H. W. Dietz Nachf., 1925
- Barbara. Elbeszélés. Bécs: Österreichs Illustrierte Zeitung, 1918. április 14.
- Beichte eines Mörders, erzählt in einer Nacht. Regény. Amszterdam: Allert de Lange, 1936
- Briefe aus Deutschland. Fazit. Ein Querschnitt durch die deutsche Publizistik. Hrsg. Ernst Glaeser. Hamburg: Gebrüder Enoch, 1929
- Das Ende der Legende vom heiligen Trinker. Párizs: Das neue Tage-Buch 1939. június 10.
- Das falsche Gewicht. Die Geschichte eines Eichmeisters. Amszterdam: Querido, 1937
- Das Spinnennetz. Regény. Bécs: Arbeiterzeitung 1923. október 7 – november 6.
- Der Antichrist. Esszé. Amszterdam: Allert de Lange, 1934
- Der blinde Spiegel. Ein kleiner Roman. Berlin: J. H. W. Dietz Nachf., 1925
- Der Korallenhändler. Párizs: Das neue Tage-Buch, 1934. december 22.
- Der Leviathan. Novella. Amszterdam: Querido, 1940
- Der stumme Prophet. Fragment: Ein Kapitel Revolution. 24 neue deutsche Erzähler. Hrsg. von Hermann Kesten. Berlin: Gustav Kiepenheuer, 1929
- Der Vorzugsschüler. Elbeszélés. Bécs: Österreichs Illustrierte Zeitung, 1916. szeptember 10.
- Die Büste des Kaisers. Novella. Megjelent Blanche Gidon francia fordításában (Le buste de l’empereur) Párizs: Nouvelles littéraires, 1934. december
- Die Flucht ohne Ende – Ein Bericht. Regény. München: Kurt Wolff, 1927
- Die Geschichte von der 1002. Nacht. Regény. Bilthoven: De Gemeenschap, 1939
- Die hundert Tage. Regény. Amszterdam: Allert de Lange, 1935
- Die Kapuzinergruft. Regény. Bilthoven: De Gemeenschap, 1938
- Die Legende vom heiligen Trinker. Novella. Amszterdam: Allert de Lange, 1939
- Die Rebellion. Regény. Berlin: Die Schmiede, 1924 (Göttingen: Wallstein, 2019, ISBN 978-3-8353-3485-4)
- Der stumme Prophet. Fragment. Berlin: Die neue Rundschau, 1929
- Hiob. Roman eines einfachen Mannes. Berlin: Gustav Kiepenheuer, 1930
- Hotel Savoy. Regény. Berlin: Die Schmiede, 1924
- Juden auf Wanderschaft. Esszé, Berlin: Die Schmiede, 1927. Neuauflage: Köln: Kiepenheuer & Witsch, 1976, ISBN 3-462-01699-7
- Panoptikum. Gestalten und Kulissen. München: Knorr & Hirth, 1930
- Radetzkymarsch. Berlin: Gustav Kiepenheuer, 1932
- Rechts und links. Regény. Berlin: Gustav Kiepenheuer, 1929
- Stationschef Fallmerayer. Novellen deutscher Dichter der Gegenwart. Hrsg. von Hermann Kesten. Amszterdam: Allert de Lange, 1933
- Tarabas, ein Gast auf dieser Erde. Amszterdam: Querido, 1934
- Triumph der Schönheit. Novella. Megjelent Blanche Gidon francia fordításában (Le triomphe de la beauté) Párizs: Nouvelles littéraires,1934. szeptember
- Zipper und sein Vater. Regény. München: Kurt Wolff, 1928

### Magyarul
A címek ábécérendje szerint:
- A hamis súly. Budapest: Magvető, 1979, 226 oldal, ISBN 9632710711, fordította: Szaszovszky József
- A szent korhely legendája. Budapest: Scolar, 2007, 230 oldal, ISBN 9789639534797, fordította: Kurdi Imre
- Hiob. Budapest: Káldor, 1932, 207 oldal, fordította: Révay József
- Jób. Budapest: Európa, 1989, 220 oldal, ISBN 9630748169, fordította: Kertész Imre
- Radetzky-induló / A kapucinus kripta. Budapest: Európa, 1982, 492 oldal, ISBN 963072619X, fordította: Boldizsár Iván, Déri György
- Tarabas. Budapest: Nova Irodalmi Intézet, 1935, 211 oldal, fordította: Supka Géza
- Zsidók vándorúton. Budapest: Makkabi, 1989, 92 oldal, ISBN 9630266156, fordította: Szaszovszky József

A megjelenés évszáma szerint:
- Hiob; ford. Révay József; Káldor, Bp., 1932
  - (Jób címen is)
- A Radetzky induló; ford. Boldizsár Iván; Nova, Bp., 1935
- Tarabas; ford. Supka Géza; Nova, Bp., 1935
- Radetzky-induló. Regény; ford. Boldizsár Iván, utószó Walkó György; Európa, Bp., 1957
- A hamis súly; ford. Szaszovszky József; Magvető, Bp., 1979 (Rakéta Regénytár)
- Radetzky-induló; ford. Boldizsár Iván / A kapucinus kripta; ford. Déri György; Európa, Bp., 1982
- Jób. Egy egyszerű ember regénye; ford. Kertész Imre; Európa, Bp., 1989
  - (Hiob címen is)
- Zsidók vándorúton; ford. Szaszovszky József, előszó Lichtmann Tamás; Makkabi, Bp., 1989
- A szent korhely legendája / A hamis súly / Leviatán; ford. Szaszovszky József, Kurdi Imre; Scolar, Bp., 2007 (Scolar szépirodalom)

## Webhivatkozások
- Joseph Roth levelei, Kritika – 2004. július 29. https://litera.hu/magazin/kritika/joseph-roth-levelei.html (2019.11.23.)
- Égi és földi mértékek http://medicalonline.hu/cikk/egi_es_foldi_mertekek (2019.11.23.)
- https://www.diepresse.com/5464347/das-cafe-tournon-als-pilgerstatte, német nyelven (2019.11.23.)
- https://www.faz.net/aktuell/feuilleton/buecher/fragen-sie-reich-ranicki/fragen-sie-reich-ranicki-die-besten-romane-von-joseph-roth-1259324.html, német nyelven (2019.11.23.)